# Ovida (século III)
Ovida foi um nobre gótico do século III que, segundo a Gética do escritor bizantino do século VI Jordanes citando o historiador grego do século III Déxipo, era filho de Nidada, pai de Hilderido e avô de Geberico. Herwig Wolfram suspeita que o nome de Cniva, um rei gótico do século III que invadiu o Império Romano e matou o imperador Décio (r. 249–251), possa estar escondido dentro do nome de Ovida ou de seu pai, sendo possivelmente associável com um deles.